# Symplectoscyphus fuscus
Symplectoscyphus fuscus is een hydroïdpoliep uit de familie Sertulariidae. De poliep komt uit het geslacht Symplectoscyphus. Symplectoscyphus fuscus werd in 1928 voor het eerst wetenschappelijk beschreven door Trebilcock. 